# Химический лазер
Химические лазеры — разновидность газовых лазеров, в которых источником энергии служат химические реакции между компонентами рабочей среды. Химические лазеры непрерывного действия могут достигать высокого уровня мощности и используются в промышленности для резки и создания отверстий.

## Принцип действия
В химических лазерах происходит преобразование энергии химической реакции в энергию когерентного электромагнитного излучения (лазерного излучения). Для этого используются реакции, продуктами которых являются частицы в возбуждённых энергетических состояниях. При этом распределение частиц по энергетическим состояниям должно быть инверсным, то есть хотя бы в одном из состояний, обладающих большей энергией, число частиц должно быть выше, чем в одном из состояний с меньшей энергией. Энергетический переход с более высокого энергетического уровня на низкий сопровождается электромагнитным излучением. Скорость химической реакции должна быть выше, чем скорость достижения равновесного распределения по энергетическим уровням, иначе энергия химической реакции будет затрачена на разогрев газовой смеси, а не выделена в виде электромагнитного излучения. Как правило, такие высокие скорости достижимы с участием свободных атомов или радикалов в качестве активных центров. Особое значение имеют реакции, в которых активные центры воспроизводятся (цепные реакции) или размножаются (разветвлённые цепные реакции). На образование некоторого начального числа активных центров (инициирование реакции) необходимо затратить энергию, поэтому чем больше длина цепи, тем большее количество химической энергии может быть преобразовано в лазерное излучение. Особое значение имеет хемолазерная длина цепи, определяемая как отношение скорости роста цепи к скорости релаксации возбуждённых частиц, участвующих в генерации когерентного излучения. Таким образом, для создания эффективного химического лазера необходим процесс, в котором высокая скорость цепной реакции сочетается с длительным временем жизни возбуждённых частиц.

## Классификация
Химические лазеры подразделяются по типу действия. Существуют химические лазеры импульсного и непрерывного (продолжительного) действия. В химических лазерах импульсного действия используют химически стабильную смесь газов. После поступления из смесителя в лазерную зону на смесь воздействуют инициирующим агентом (например, УФ-излучением, пучком электронов, газовым разрядом), запускающим быструю молекулярно-радикальную реакцию. При этом за счёт химических реакций выделяется энергия, освобождающаяся в виде короткого импульса когерентного излучения. Наиболее употребительны газовые смеси, содержащие фтор и водород (дейтерий) и стабилизированные кислородом. Частицами, генерирующими лазерное излучение, наиболее часто являются возбуждённые молекулы HF* (DF*).
В химических лазерах продолжительного действия осуществляют непрерывную закачку и откачку компонентов, что обеспечивает высокий удельный энергосъем и позволяет добиваться высокой мощности. При этом смена реагентов в реакторе должна быть организована за время, более короткое по сравнению со временем «тушения» возбуждённых состояний. Таким образом, уже при невысоких рабочих давлениях обычно необходимо использовать скорости, близкие к скорости звука или сверхзвуковые. Поскольку характерное время диффузии в ламинарном потоке сравнимо со временем жизни возбуждённых состояний или даже превышает его, в конструкции химических лазеров продолжительного действия необходимо обеспечить быстрое и глубокое перемешивание газовых струй. В таких лазерах зона генерации активных частиц (камера наработки, камера сгорания) и зона генерации лазерного излучения пространственно разделены. Основные виды химических лазеров продолжительного действия:
- НF(DF-)-лазер с тепловым инициированием реакции. В данных лазерах в качестве частицы, генерирующей лазерное излучение, выступает возбуждённое состояние молекулы фторида дейтерия DF*. В камере сгорания происходит сгорание водорода H2 (не дейтерия) в избытке фтора, причём за счёт большого числа выделяющейся энергии происходит диссоциация избыточного F2 с образованием исключительно активного атомарного фтора. Полученную смесь газов пропускают через сопловую решётку. При этом общий поток разбивается на множество струй диаметром 1-2 мм, разгоняется до сверхзвуковых скоростей и частично охлаждается. На выходе из сопловой решётки происходит смешение потока, поступающего из камеры сгорания, с потоком дейтерия D2 и образование генерирующих частиц по реакции: D2 + F = DF* + H. Фтористый дейтерий используют в качестве генерирующей частицы вместо фтористого водорода потому, что близкие молекулы «тушат» возбуждённые состояния. Таким образом, поток HF, образовавшегося в камере сгорания, дезактивировал бы возбуждённые молекулы HF* в лазерной зоне. Поскольку с лазерным излучением уходит лишь часть выделяющейся энергии, для снижения тепловых эффектов используют разбавление газовой смеси потоком инертного газа — гелия в соотношении 1:10-20[1]. Длина волны когерентного излучения для возбуждённых молекул DF* составляет 3,8-4,2 мкм[2].
- (DF-СО2)-лазер. В данных лазерах возбуждённые молекулы фторида дейтерия DF* быстро передают энергию молекулам CO2. Возбужденные молекулы CO2* релаксируют значительно медленнее, чем DF*, что обеспечивает большую хемолазерную длину цепи и, за счёт этого, более высокую эффективность лазера. Использование обычного водорода вместо дейтерия приводит к снижению генерируемой мощности, поскольку HF* передаёт энергию CO2 менее эффективно[2]. Атомарный фтор генерируется в камере наработки за счёт низкотемпературной реакции NO + F2 = F + NOF. Реакция в камере наработки начинается сразу же после смешения потоков (F2+He) и (NO+CO2). Затем в полученную смесь добавляют дейтерий D2, который реагирует с атомарным фтором с образованием DF* и последующей передачей энергии от DF* к CO2. Возбужденные молекулы CO2* газовым потоком выносятся к оптическому резонатору, где и происходит испускание лазерного излучения. Гелий используется как для снижения тепловых эффектов, так и для «очищения» нижних рабочих уровней энергии в молекулах CO2[4]. Оптимизированное соотношение реагентов составляет NO:F2:D2:CO2:He=1:6:5:45:100.
- Кислород-иодный лазер. В данном лазере в качестве генерирующей частицы выступает атомарный иод в состоянии 2P1/2. Первоначально, обычно в ходе реакции газообразного хлора Cl2 с водным раствором H2O2 и NaOH, происходит образование возбуждённого метастабильного синглетного состояния кислорода O2(a1Δg). Энергии синглетного состояния достаточно, чтобы обеспечить как процесс диссоциации молекулы I2, так и перевод атома иода в возбуждённое состояние. Часть кислорода в ходе прокачки из состояния O2(a1Δg) за счёт диспропорционирования переходит в высокоэнергетичное состояние O2(b1Σg+) и разбивает впрыснутые молекулы газообразного иода на атомы: 2O2(b1Σg+) + I2 = 2O2(X3Σg−) + 2I(2P3/2). Затем происходит образование генерирующей излучение частицы по реакции O2(a1Δg) + I(2P3/2) = O2(3Σ) + I(2P1/2). Лазерное излучение осуществляется по реакции: I(2P1/2) + nhv = I(2P3/2) + (n+1)hv. Длина волны когерентного излучения составляет 1,315 мкм[5].